# Air Ivoire
Air Ivoire fue la aerolínea nacional de Costa de Marfil basada en Abiyán. Operaba vuelos rutas internas y regionales. 

## Códigos
- Código IATA: VU
- Código OACI: VUN
- Llamada: Air Ivoire

## Historia
La aerolínea fue creada el 14 de diciembre de 1960 e inició sus operaciones en agosto de 1964. Hasta enero de 1976, tenían participación en la empresa Sodetraf, UTA y Air Afrique. En esta fecha el gobierno de Costa de Marfil adquirió todas las acciones de la empresa. Su nombre fue inicialmente Air Ivoire. En septiembre de 1999 debió suspender operaciones y, luego de una reestructuración, reinició sus vuelos bajo el nombre de Nouvelle Air Ivoire. Más adelante la aerolínea retomó su nombre original.

## Flota
La flota de Air Ivoire se compone de los siguientes aviones (a 1 de enero de 2011):
- 1 Airbus 321-211
- 3 Boeing 737-500

El Airbus A321-200 recibido en junio de 2004 debió ser devuelto en febrero de 2005 como consecuencia de la guerra civil, si bien regresó a la compañía a finales del mismo año.
La edad media de la flota es de 22,1 años.